# Съдебен заседател
„Съдебен заседател“ (на английски: The Juror) е американски съдебен трилър от 1996 г. на режисьора Браян Гибсън, базиран на едноименния роман, написан от Джордж Дауес Грийн през 1995 г. Във филма участват Деми Мур, Алек Болдуин, Джеймс Гандолфини и Линдзи Краус.